# Voile aux Jeux olympiques d'été de 2000
Navigation
Atlanta 1996 Athènes 2004
Cette page rapporte les résultats de la voile aux Jeux olympiques d'été de 2000.

## Règles
Pour obtenir le score final, on additionne les places obtenues à chaque course, hormis celle où le classement a été le moins bon. Le vainqueur est celui qui a le plus petit nombre de points.

## Tableau des médailles pour la voile
| Rang | Nation           | Or | Argent | Bronze | Total |
| ---- | ---------------- | -- | ------ | ------ | ----- |
| 1    | Royaume-Uni      | 3  | 2      | 0      | 5     |
| 2    | Australie        | 2  | 1      | 1      | 4     |
| 3    | Autriche         | 2  | 0      | 0      | 2     |
| 4    | États-Unis       | 1  | 2      | 1      | 4     |
| 5    | Italie           | 1  | 1      | 0      | 2     |
| 6    | Finlande         | 1  | 0      | 0      | 1     |
| 6    | Danemark         | 1  | 0      | 0      | 1     |
| 8    | Allemagne        | 0  | 2      | 1      | 3     |
| 9    | Argentine        | 0  | 1      | 2      | 3     |
| 10   | Brésil           | 0  | 1      | 1      | 2     |
| 11   | Pays-Bas         | 0  | 1      | 0      | 1     |
| 12   | Nouvelle-Zélande | 0  | 0      | 2      | 2     |
| 13   | Ukraine          | 0  | 0      | 1      | 1     |
| 13   | Suède            | 0  | 0      | 1      | 1     |
| 13   | Norvège          | 0  | 0      | 1      | 1     |

## Voiliers olympiques
Le 49er est le nouveau dériveur en double, de type skiff. Les autres supports sont inchangés par rapport à 1996. 

Europe - Mistral One Design - Laser - Finn - 470 - 49er - Tornado- Star - Soling

## Planche à voile Mistral

### Femmes
| Médaille           | Noms               | Pays             | Points |
| ------------------ | ------------------ | ---------------- | ------ |
| Médaille d'or      | Alessandra Sensini | Italie           | 15     |
| Médaille d'argent  | Amelie Lux         | Allemagne        | 15     |
| Médaille de bronze | Barbara Kendall    | Nouvelle-Zélande | 9      |

### Hommes
| Médaille           | Noms             | Pays             | Points |
| ------------------ | ---------------- | ---------------- | ------ |
| Médaille d'or      | Christoph Sieber | Autriche         | 38     |
| Médaille d'argent  | Carlos Espínola  | Argentine        | 43     |
| Médaille de bronze | Aaron McIntosh   | Nouvelle-Zélande | 48     |

## Dériveur solitaire Europe (femmes)
| Médaille           | Noms                | Pays        | Points |
| ------------------ | ------------------- | ----------- | ------ |
| Médaille d'or      | Shirley Robertson   | Royaume-Uni | 37     |
| Médaille d'argent  | Margriet Matthijsse | Pays-Bas    | 39     |
| Médaille de bronze | Serena Amato        | Argentine   | 51     |

## Dériveur solitaire Finn (hommes)
| Médaille           | Noms         | Pays        | Points |
| ------------------ | ------------ | ----------- | ------ |
| Médaille d'or      | Iain Percy   | Royaume-Uni | 35     |
| Médaille d'argent  | Luca Devoti  | Italie      | 46     |
| Médaille de bronze | Fredrik Loof | Suède       | 47     |

## Dériveur solitaire openLaser(mixte)
| Médaille           | Noms              | Pays        | Points |
| ------------------ | ----------------- | ----------- | ------ |
| Médaille d'or      | Ben Ainslie       | Royaume-Uni | 45     |
| Médaille d'argent  | Robert Scheidt    | Brésil      | 46     |
| Médaille de bronze | Michael Blackburn | Australie   | 62     |

## Dériveur double470

### Femmes
| Médaille           | Noms                             | Pays       | Points |
| ------------------ | -------------------------------- | ---------- | ------ |
| Médaille d'or      | Jenny Armstrong, Belinda Stowell | Australie  | 33     |
| Médaille d'argent  | J.J. Isler, Pease Glaser         | États-Unis | 47     |
| Médaille de bronze | Ruslana Taran, Olena Pakholchyk  | Ukraine    | 48     |

### Hommes
| Médaille           | Noms                            | Pays       | Points |
| ------------------ | ------------------------------- | ---------- | ------ |
| Médaille d'or      | Tom King, Mark Turnbull         | Australie  | 38     |
| Médaille d'argent  | Paul Foerster, Robert Merrick   | États-Unis | 42     |
| Médaille de bronze | Javier Conte, Juan de la Fuente | Argentine  | 57     |

## Dériveur double 49er (mixte)
| Médaille           | Noms                          | Pays        | Points |
| ------------------ | ----------------------------- | ----------- | ------ |
| Médaille d'or      | Thomas Johanson, Jyrki Jarvi  | Finlande    | 55     |
| Médaille d'argent  | Ian Barker, Simon Hiscocks    | Royaume-Uni | 60     |
| Médaille de bronze | Jonathan McKee, Charles McKee | États-Unis  | 64     |

## Quillard deux équipiers Star (hommes)
| Médaille           | Noms                            | Pays        | Points |
| ------------------ | ------------------------------- | ----------- | ------ |
| Médaille d'or      | Mark Reynolds, Magnus Liljedahl | États-Unis  | 34     |
| Médaille d'argent  | Ian Walker, Mark Covell         | Royaume-Uni | 35     |
| Médaille de bronze | Torben Grael, Marcelo Ferreira  | Brésil      | 39     |

### Soling
| Médaille           | Noms                                                  | Pays      | Points |
| ------------------ | ----------------------------------------------------- | --------- | ------ |
| Médaille d'or      | Jesper Bank, Henrik Blakskjaer, Thomas Jacobsen       | Danemark  | k.A.   |
| Médaille d'argent  | Jochen Schümann, Gunnar Bahr, Ingo Borkowski          | Allemagne | k.A.   |
| Médaille de bronze | Herman Horn Johannessen, Paul Davis, Espen Stokkeland | Norvège   | k.A.   |

### Tornado
| Médaille           | Noms                                | Pays      | Points |
| ------------------ | ----------------------------------- | --------- | ------ |
| Médaille d'or      | Roman Hagara, Hans-Peter Steinacher | Autriche  | 16     |
| Médaille d'argent  | Darren Bundock, John Forbes         | Australie | 25     |
| Médaille de bronze | Roland Gäbler, René Schwall         | Allemagne | 38     |